# Publius Cornelius Sulla
Pour les articles homonymes, voir Cornelius Sulla.
Publius Cornelius Sulla († 45 av. J.-C.) est un homme politique de la fin de la République romaine. Il est le neveu du dictateur Sylla. Il est surtout connu par le discours prononcé par Cicéron pour le défendre. 

## Origine et carrière jusqu'au consulat
Sulla est en général considéré comme le neveu de Lucius Cornelius Sulla Felix, dit Sylla, il est seulement certain qu'il lui était apparenté.
Son père mourut alors que Cornelius était enfant. Sa mère se remaria et eut un autre fils, Lucius Caecilius Rufus. Durant les proscriptions menées par son oncle, Cornelius fait partie des sectores qui vendent les propriétés des proscrits. Il s'enrichit considérablement. Dans son plaidoyer Cicéron prétend qu'il sauva cependant des vies,. Vers -80, il fait partie de la commission chargée d'établir des vétérans à Pompéi et est par la suite un des patrons de la cité. Il se marie ensuite sans doute, vers -75, avec Pompeia (en), sœur de Pompée et veuve de Caius Memmius et qui avait eu un fils avec ce dernier. Cornelius eut ensuite un enfant avec Pompeia qui prit le même nom que lui et que Cicéron mentionne à la fin de son plaidoyer. Cornelius fut élu préteur avant -68.

## Du consulat contesté au procès
Publius Cornelius Sulla fut élu consul en 66 av. J.-C. pour l'an 65 av. J.-C., avec Publius Autronius Pætus. Toutefois il est alors accusé de ambitu (corruption électorale) par le fils d'un candidat malheureux, Lucius Manlius Torquatus. Autronius est lui aussi attaqué pour le même motif par un autre plaignant. Les deux consuls élus ne peuvent alors entrer en charge et sont tous les deux expulsés du Sénat,. Sulla s'exile alors à Naples et est ensuite accusé d'avoir participé à la conjuration de Catilina. Il est à nouveau accusé par Lucius Manlius Torquatus. Cornelius est alors défendu par Cicéron et Hortensius et il est acquitté. Le texte du plaidoyer de Cicéron est conservé dans le  Pro P. Sulla.

## Un opportuniste dans le parti de César
En -54, Publius Sulla intente un procès pour ambitus contre A. Gabinius, sans résultat semble-t-il. Par la suite, Cornelius se rapproche de Clodius et l'appuie contre Milon. Il prend ensuite le parti de Jules César dans la guerre civile. Il défend alors le camp de César à Dyrrhachium contre les forces de Pompée. Lors de la bataille de Pharsale il commande l'aile droite de l'armée césarienne,. Il s'enrichit encore ensuite grâce aux confiscations des propriétés des opposants à César. Il mourut quelque temps plus tard, vers 45 av. J.-C., selon Cicéron sa mort ne fut pas regrettée